# 戈爾茲溫
戈爾茲溫（烏克蘭語：Горзвин），是烏克蘭的村落，位於該國西部沃倫州，由盧茨克區負責管轄，面積9.6平方公里，海拔高度228米，2001年人口296，人口密度每平方公里30.83人。